# Samuel Chukwueze
Samuel Chimerenka Chukwueze MON (sinh ngày 22 tháng 5 năm 1999) là một cầu thủ bóng đá chuyên nghiệp người Nigeria hiện đang thi đấu ở vị trí tiền vệ cánh cho câu lạc bộ Serie A AC Milan và đội tuyển bóng đá quốc gia Nigeria.

## Thiếu thời
Chukwueze sinh ngày 22 tháng 5 năm 1999 ở Amaokwe Ugba Ibeku, Abia. Anh là người Igbo và lớn lên trong một gia đình theo đạo Thiên Chúa giáo cùng với em trai và em gái. Anh từng theo học trường Cao đẳng Chính phủ Umuahia và Trường Trung học Evangel. Anh bắt đầu chơi bóng đá vào lúc 8 tuổi và những cầu thủ mà anh ngưỡng mộ nhất là Jay-Jay Okocha và Arjen Robben.

## Sự nghiệp câu lạc bộ

### Villarreal
Chukwueze gia nhập đội trẻ của Villarreal CF vào năm 2017 từ học viện bóng đá địa phương quê nhà Diamond Football Academy. Sau khi ban đầu được bổ nhiệm vào đội Juvenil A của câu lạc bộ, anh đã có trận ra mắt với đội dự bị vào ngày 15 tháng 4 năm 2018 khi vào sân thay người ở hiệp hai cho Sergio Lozano trong trận hòa 1–1 trên sân khách trước CE Sabadell FC tại Segunda División B. 
Chukwueze ghi bàn thắng đầu tiên cho đội một vào ngày 20 tháng 5 năm 2018 khi ghi bàn thứ hai cho Villarreal trong trận thua 3–2 trên sân khách trước Athletic Bilbao. Anh ghi 2 bàn thắng sau 11 lần ra sân trong mùa giải đầu tiên khi đội bóng của anh không thể thăng hạng ở vòng play-off. 
Chukwueze ra mắt cho đội một vào ngày 20 tháng 9 năm 2018 khi thay thế Nicola Sansone trong trận hòa 2–2 trên sân nhà trước Rangers tại UEFA Europa League 2018–19. Anh ra mắt tại La Liga vào ngày 5 tháng 11 năm 2018 và chơi trọn vẹn 90 phút trong trận hòa 1–1 trên sân nhà trước Levante. 
Vào tháng 4 năm 2019, anh đã giành được giải thưởng Cầu thủ trẻ xuất sắc nhất năm 2018 của Liên đoàn bóng đá Nigeria.
Vào ngày 12 tháng 4 năm 2022, trong trận lượt về vòng tứ kết UEFA Champions League 2021–22 gặp Bayern Munich, Chukwueze đã ghi bàn gỡ hòa ở phút 88, giúp Villarreal lọt vào bán kết của giải đấu này.
Vào ngày 8 tháng 4 năm 2023, Chukwueze ghi một cú đúp và thực hiện một pha kiến tạo trong chiến thắng 3–2 trên sân khách trước Real Madrid.

### AC Milan
Vào ngày 27 tháng 7 năm 2023, Chukwueze gia nhập câu lạc bộ AC Milan theo hợp đồng 5 năm. Vào ngày 28 tháng 11, anh ghi bàn thắng đầu tiên cho câu lạc bộ trong trận thua 3–1 trên sân nhà trước Borussia Dortmund tại Champions League. Vào ngày 13 tháng 12, anh ghi bàn thắng ở phút 84 trong chiến thắng 2–1 để giúp Milan ngược dòng thành công trước Newcastle United, đồng thời giúp Milan đứng thứ ba sau vòng bảng và giành suất tham dự Europa League.

## Sự nghiệp quốc tế
Chukwueze từng là cầu thủ trẻ của Nigeria khi thi đấu cho đội tuyển U-17 quốc gia. Sau đó, anh lần đầu tiên được triệu tập lên đội tuyển quốc gia vào tháng 10 năm 2018. Anh đá chính trong trận hòa giao hữu 0–0 trước Uganda vào ngày 20 tháng 11 năm 2018, trận ra mắt của anh cho đội tuyển quốc gia Nigeria.
Vào tháng 5 năm 2019, Chukwueze có tên trong danh sách cầu thủ đội tuyển quốc gia Nigeria tham dự Cúp bóng đá châu Phi và danh sách đội U-20 tham dự Giải vô địch bóng đá U-20 thế giới. Tuy nhiên, Villarreal chỉ cho phép anh thi đấu tại một trong hai giải đấu này. Cuối cùng, anh đã quyết định tham gia cùng đội tuyển quốc gia Nigeria tham dự Cúp bóng đá châu Phi được tổ chức ở Ai Cập và ghi bàn thắng đầu tiên trong chiến thắng 2–1 của Nigeria trước Nam Phi ở tứ kết.

## Thống kê sự nghiệp
Tính đến 22 tháng 2 năm 2024
| Câu lạc bộ          | Mùa giải            | Giải vô địch        | Giải vô địch | Giải vô địch | Cúp quốc gia | Cúp quốc gia | Châu lục | Châu lục | Tổng cộng | Tổng cộng |
| Câu lạc bộ          | Mùa giải            | Hạng đấu            | Trận         | Bàn          | Trận         | Bàn          | Trận     | Bàn      | Trận      | Bàn       |
| ------------------- | ------------------- | ------------------- | ------------ | ------------ | ------------ | ------------ | -------- | -------- | --------- | --------- |
| Villarreal B        | 2017–18             | Segunda División B  | 11           | 2            | —            | —            | —        | —        | 11        | 2         |
| Villarreal B        | 2018–19             | Segunda División B  | 9            | 2            | —            | —            | —        | —        | 9         | 2         |
| Villarreal B        | Tổng cộng           | Tổng cộng           | 20           | 4            | —            | —            | —        | —        | 20        | 4         |
| Villarreal          | 2018–19             | La Liga             | 26           | 5            | 3            | 2            | 9        | 1        | 38        | 8         |
| Villarreal          | 2019–20             | La Liga             | 37           | 3            | 4            | 1            | —        | —        | 41        | 4         |
| Villarreal          | 2020–21             | La Liga             | 28           | 4            | 1            | 0            | 11       | 1        | 40        | 5         |
| Villarreal          | 2021–22             | La Liga             | 27           | 3            | 2            | 2            | 9        | 2        | 38        | 7         |
| Villarreal          | 2022–23             | La Liga             | 37           | 6            | 4            | 4            | 9        | 3        | 50        | 13        |
| Villarreal          | Tổng cộng           | Tổng cộng           | 155          | 21           | 14           | 9            | 38       | 7        | 207       | 37        |
| AC Milan            | 2023–24             | Serie A             | 15           | 0            | 1            | 0            | 5        | 2        | 21        | 2         |
| Tổng cộng sự nghiệp | Tổng cộng sự nghiệp | Tổng cộng sự nghiệp | 190          | 25           | 15           | 9            | 43       | 9        | 248       | 43        |

1. ↑  Bao gồm Copa del Rey và Coppa Italia
2. 1 2  Ra sân tại UEFA Europa League
3. ↑  Ra sân tại UEFA Champions League
4. ↑  Ra sân tại UEFA Europa Conference League
5. ↑  Ra sân bốn lần và ghi hai bàn thắng tại UEFA Champions League, một lần ra sân tại UEFA Europa League

### Quốc tế
Tính đến 18 tháng 11 năm 2024
| Đội tuyển quốc gia | Năm       | Trận | Bàn |
| ------------------ | --------- | ---- | --- |
| Nigeria            | 2018      | 1    | 0   |
| Nigeria            | 2019      | 12   | 2   |
| Nigeria            | 2020      | 4    | 1   |
| Nigeria            | 2021      | 2    | 0   |
| Nigeria            | 2022      | 6    | 1   |
| Nigeria            | 2023      | 5    | 1   |
| Nigeria            | 2024      | 12   | 1   |
| Tổng cộng          | Tổng cộng | 42   | 6   |

Tỷ số và kết quả liệt kê bàn thắng của Nigeria được để trước, cột tỷ số cho biết tỷ số sau mỗi bàn thắng của Chukwueze.
| # | Ngày                 | Địa điểm                                                | Đối thủ              | Bàn thắng | Kết quả | Giải đấu                            |
| - | -------------------- | ------------------------------------------------------- | -------------------- | --------- | ------- | ----------------------------------- |
| 1 | 10 tháng 7 năm 2019  | Sân vận động Quốc tế Cairo, Cairo, Ai Cập               | Nam Phi              | 1–0       | 2–1     | Cúp bóng đá châu Phi 2019           |
| 2 | 17 tháng 11 năm 2019 | Sân vận động Setsoto, Maseru, Lesotho                   | Lesotho              | 2–1       | 4–2     | Vòng loại Cúp bóng đá châu Phi 2021 |
| 3 | 13 tháng 11 năm 2020 | Sân vận động Samuel Ogbemudia, Thành phố Benin, Nigeria | Sierra Leone         | 4–0       | 4–4     | Vòng loại Cúp bóng đá châu Phi 2021 |
| 4 | 15 tháng 1 năm 2022  | Sân vận động Roumdé Adjia, Garoua, Cameroon             | Sudan                | 1–0       | 3–1     | Cúp bóng đá châu Phi 2021           |
| 5 | 10 tháng 9 năm 2023  | Sân vận động Quốc tế Godswill Akpabio, Uyo, Nigeria     | São Tomé và Príncipe | 6–0       | 6–0     | Vòng loại Cúp bóng đá châu Phi 2023 |
| 6 | 18 tháng 11 năm 2024 | Sân vận động Quốc tế Godswill Akpabio, Uyo, Nigeria     | Rwanda               | 1–0       | 1–2     | Vòng loại Cúp bóng đá châu Phi 2025 |

## Danh hiệu
Villarreal
- UEFA Europa League: 2020–21[20]

AC Milan
- Supercoppa Italiana: 2024

U-17 Nigeria
- FIFA U-17 World Cup: 2015[21]

Nigeria
- Cúp bóng đá châu Phi á quân: 2023[22]

### Cá nhân
- Chiếc giày đồng của FIFA U-17 World Cup: 2015[23]
- Cầu thủ kiến tạo hàng đầu UEFA Europa League: 2020–21[24]
- Cầu thủ châu Phi xuất sắc nhất La Liga: 2022–23[25]

### Huân chương
- Thành viên nhận được Huân chuơng Niger[26]